# Зарічненська селищна територіальна громада
Зарічненська селищна громада — територіальна громада в Україні, в Вараському районі Рівненської области. Адміністративний центр — селище Зарічне.
Площа громади — 1102,6 км², населення — 28 790 осіб (2020).

## Населені пункти
У складі громади 1 селище (Зарічне) і 30 сіл:
- Бір
- Борове
- Бродниця
- Бутове
- Вичівка
- Вовчиці
- Голубне
- Дібрівськ
- Ждань
- Зелена Діброва
- Іванчиці
- Комори
- Коник
- Кухітська Воля
- Лисичин
- Млинок
- Морочне
- Мутвиця
- Неньковичі
- Новорічиця
- Олександрове
- Острівськ
- Перекалля
- Привітівка
- Річиця
- Річки
- Серники
- Соломир
- Тиховиж
- Чернин